# Polyommatus semipersica
Polyommatus semipersica är en fjärilsart som beskrevs av Tutt 1896. Polyommatus semipersica ingår i släktet Polyommatus och familjen juvelvingar. Inga underarter finns listade i Catalogue of Life.